# Pfarrhaus Alsleben (Trappstadt)

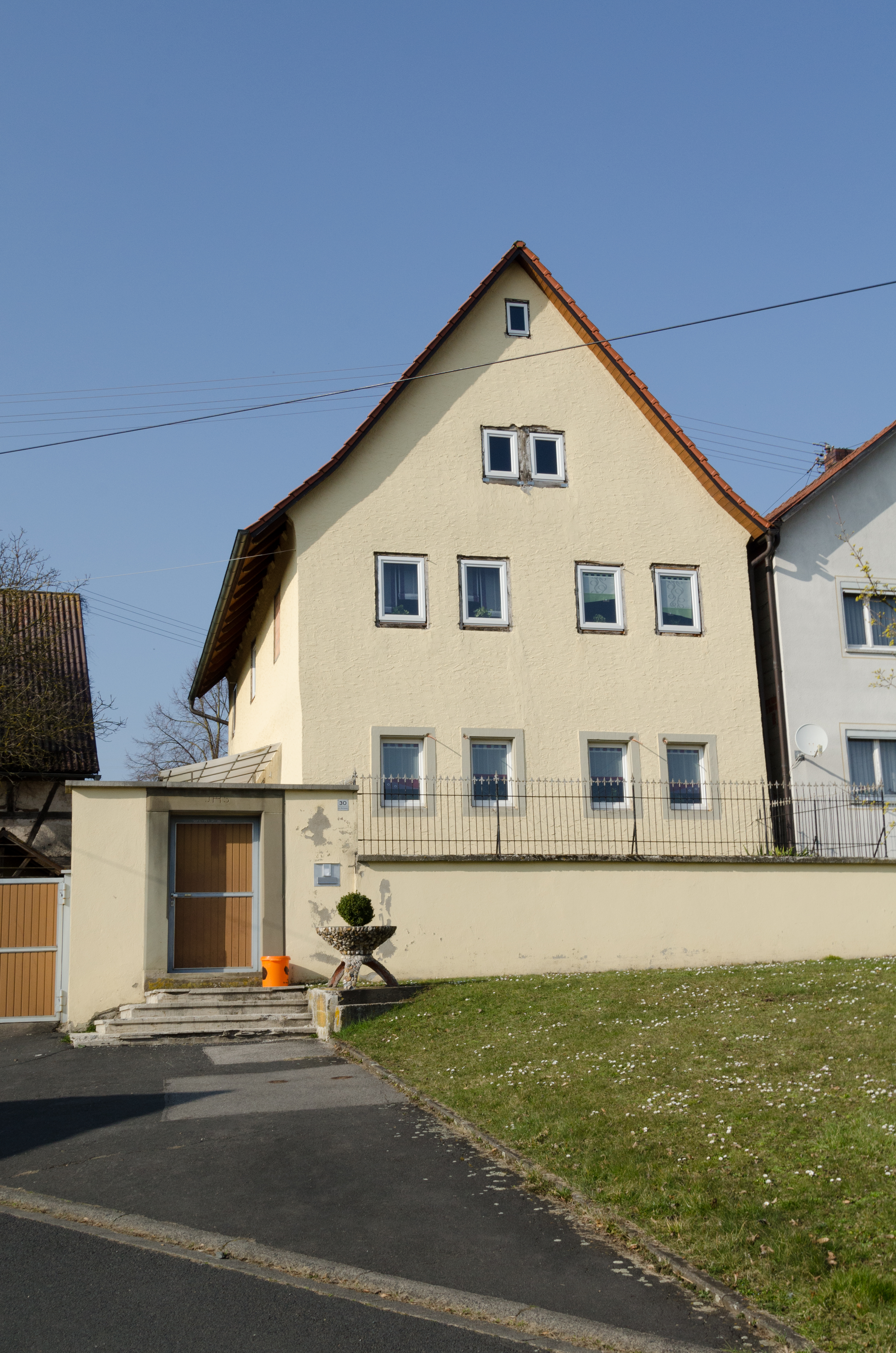
Pfarrhaus in Alsleben

Das ehemalige Pfarrhaus in Alsleben, einem Ortsteil der Gemeinde Trappstadt im unterfränkischen Landkreis Rhön-Grabfeld, wurde um das Jahr 1600 errichtet. Das Haus mit der Adresse Am Kirchplatz 30 ist ein geschütztes Baudenkmal.
Es ist ein zweigeschossiges verputztes Fachwerkhaus mit Satteldach. Das Haus besitzt vier (Giebelseite) zu drei (Traufseite) Fensterachsen und ein Rundbogenportal mit der Jahreszahl 1779.